# Società Esercizi Aeroportuali
Società Esercizi Aeroportuali S.p.A., a veces abreviado como SEA S.p.A., es una empresa italiana con sede en la ciudad de Segrate, Italia. Su nombre se traduce al castellano como "Sociedad Ejercicios Aeroportuarios S.A." y tiene a su cargo el Aeropuerto Internacional de Linate y el Aeropuerto Internacional de Malpensa, en las ciudades de Milán y Ferno (provincia de Varese).
Su responsabilidad abarca los servicios centralizados del aeropuerto, como la coordinación de las operaciones de las diferentes aerolíneas, el sistema informático y la información al público. También presta el servicio de vigilancia y locales comerciales por medio de contratos con terceros.
También está a cargo del planeamiento, construcción y mantenimiento de nuevas infraestructuras aeroportuarias en los aeropuertos de Linate y Malpensa, además de otros alrededor del mundo.
Es propietario del 8.50% de Aeropuertos Argentina 2000

## Composición Societaria
- Municipalidad de Milán: 84,56%
- Provincia de Milán: 14,56%
- Otros socios: 0,88%

- Datos: Q777107